# فاطمه اسدی
فاطمه اسدی (زادهٔ ۱۱ مرداد ۱۳۳۹ – درگذشتهٔ ۸ شهریور ۱۳۶۱) یک زن کرد ایرانی بود که به گفته رسانه‌های حکومت ایران، به دست حزب دموکرات کردستان ایران شکنجه و کشته شد. حزب دموکرات کردستان مسئولیت کشته شدن او را رد کرد و حکومت ایران را به جعل گزارش و دروغ متهم کرد. حزب دموکرات کردستان، شوهر او را بازداشت کرده بود و فاطمه اسدی را وادار کرده بود تا برای آزادی او نزد آن‌ها برود. پس از آن، او ناپدید شد و پیکرش ۳۹ سال بعد در جریان عملیات کاوش پیکر کشته‌شدگان جنگ ایران و عراق در ۱۷ آبان ۱۴۰۰ در ارتفاعات چهل‌چشمه پیدا شد. او از سوی رسانه‌های ایرانی «شهید» خطاب شد.

## زندگی
فاطمه اسدی در ۱۱ مرداد ۱۳۳۹ در روستای باقرآباد از توابع شهرستان دیواندره در استان کردستان ایران به دنیا آمد. شوهر او به درخواست سپاه پاسداران برای روستای حسین‌آباد سنندج یک چاه حفر کرد. حزب دموکرات کردستان ایران او را به جاسوسی برای سپاه متهم کرد. او به همین بهانه به دست نیروهای نظامی حزب دموکرات کردستان به زندان دوله تو منتقل شد. آن‌ها در برابر آزادی‌اش ۲۰۰ هزار تومان از او خواستند که فاطمه اسدی، همسر او، با فروش وسایل خود آن را جمع کرد؛ اما نیروهای نظامی حزب دموکرات کردستان او را در حین تحویل پول بازداشت کردند و یک ماه او را مورد آزار و اذیت و شکنجه قرار دادند و سپس، او را با شلیک گلوله کشتند. حزب دمکرات کردستان این ادعاها را رد و آن را نادرست خواند.
پیکر فاطمه اسدی در ۱۷ آبان ۱۴۰۰ در جریان عملیات کاوش پیکر کشته‌شدگان جنگ ایران و عراق در ارتفاعات چهل‌چشمه پیدا شد. برای تعیین هویت وی از آزمایش دی‌ان‌ای استفاده شد؛ این اولین‌باری بود که برای شناسایی قربانیان ترور در ایران از آزمایش دی‌ان‌ای استفاده می‌شد.

### مراسم خاکسپاری

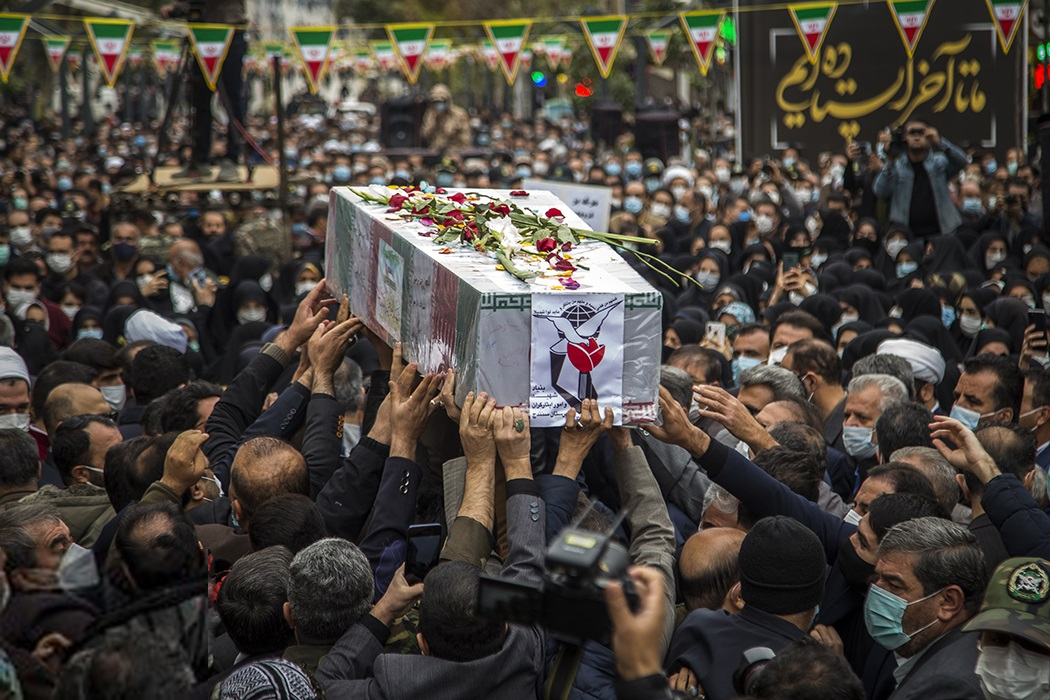
خاکسپاری پیکر فاطمه اسدی در سنندج، ۲۵ آبان ۱۴۰۰

خاکسپاری پیکر فاطمه اسدی در ۲۱ آبان ۱۴۰۰ در حرم امام رضا و روز بعد، در حرم فاطمه معصومه برگزار شد. خاکسپاری دیگری برای وی در ۲۵ آبان ۱۴۰۰ با حضور مردم از میدان آزادی سنندج به سمت آرامگاه وی در زیارتگاه بی‌بی هاجره خاتون برگزار شد.

## دستگیری همسر
شغل شاه محمد محمودی چاه‌کنی بوده است. در سال ۱۳۶۱، شاه محمد محمودی به درخواست مسئولین جهاد سازندگی، دست به حفر چاه برای تأمین آب شرب روستای حسین‌آباد، سنندج می‌زند. نیروهای حزب دموکرات به دنبال این اقدام شاه محمد، به وی لقب جاسوس دادند و شاه محمد را اسیر و سپس به زندان دوله تو با ریاست مصطفی هجری منتقل کردند. اسارت شاه محمد در زندان دوله تو و زندان آلواتان پنج سال طول کشید. در ماه‌های اول دستگیری شاه محمد، فاطمه اسدی پیگیر آزادی وی شد. حزب دموکرات در ازای آزادی شاه محمد، ۲۰۰ هزار تومان طلب می‌کند. بعد از تهیه این مبلغ، حزب دموکرات از آزادی شاه محمد طفره می‌رود و فاطمه اسدی را نیز اسیر و شکنجه می‌کند.

## کشف پیکر
از شهریور ۱۳۹۹، تفحص پیکرها در کردستان در دستور کار کمیته مفقودین قرار گرفت. مسئولین قرارگاه کمیته مفقودین شمال غرب کشور، پس از اطلاع از این رخداد راهی ارتفاعات چهل چشمه در کردستان می‌شوند. در ۱۷ آبان ۱۴۰۰، در جریان عملیات کاوش پیکرهای کشته‌شدگان جنگ ایران و عراق توسط گروه‌های تفحص، پیکر وی در ارتفاعات چهل چشمه پیدا شد. پیکر او بعد از برگزاری مراسم‌هایی در شهرهای مشهد، قم، تهران و کرمانشاه، در سنندج تشییع شد و در جوار مرقد بی‌بی هاجر خاتون، دفن شد.
مراسم تشییع در تهران با حضور رئیس‌جمهور و رئیس قوه قضائیه برگزار شد.
فاطمه اسدی نخستین زن مفقودالاثر تفحص شده در ایران است.

## آثار ساخته شده در مورد فاطمه اسدی
- شبکه رادیویی تهران در ویژه برنامه «مهربانو» با کشور محمودی دختر فاطمه اسدی به گفت‌وگو پرداخت.[۲۶]

در شهرهای تهرانو سنندج خیابان‌هایی به نام فاطمه اسدی، نام‌گذاری شده است. همچنین از نماد یاد بود وی در بوستان ۱۴ هکتاری آشتی در فرجه در سنندج رونمایی شد.

## اظهارنظرها در مورد فاطمه اسدی
- فائق رستمی معتقد است فاطمه اسدی همچون دوران جاهلیت کشته شد.[۳۱]
- رئیس سازمان بسیج جامعه زنان کشور: « «فاطمه اسدی، سندی بر مظلومیت کردستان است که به الگوی ماندگاری در عرصه صیانت از حریم خانواده در تاریخ کشورمان مبدل شد.»[۳۲]

جمیله علم‌الهدی، محمدمهدی همت، زینب سلیمانی، محمدمهدی اسماعیلی و مرتضی امیری اسفندقه به اظهارنظر در خصوص شخصیت فاطمه اسدی پرداخته‌اند.